# Mezopotamia

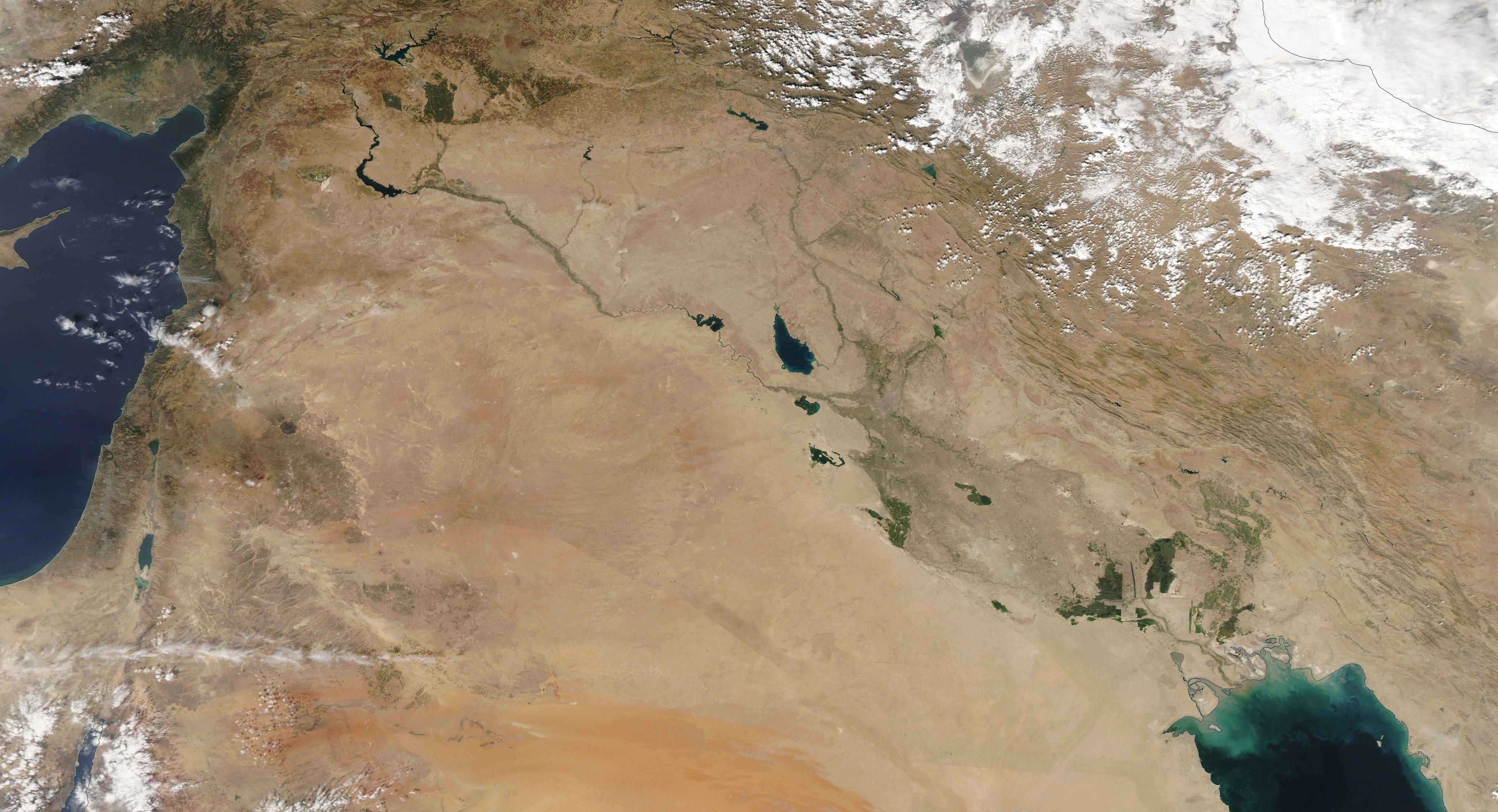
Mezopotamia widoczna z satelity w 2020 roku

Mezopotamia (gr. Μεσοποταμία, w znaczeniu dosłownym międzyrzecze, nazwa przejęta z pers. ‏میان‌رودان‎ Miyanrudan i aram. ‏ܒܝܬ ܢܗܪ̈ܝܢ‎ Bet-Nahrain) – starożytna kraina na Bliskim Wschodzie leżąca w dorzeczu Tygrysu i Eufratu. Na obszarze tym w starożytności rozwijał się szereg kultur, państw i imperiów, których twórcami były różne ludy (Sumerowie, Babilończycy, Akadyjczycy, Asyryjczycy, Amoryci, Huryci, Kasyci, Chaldejczycy), kontynuujące jednak wspólne dziedzictwo kulturowe.
Przyjmuje się, że na terenach Mezopotamii narodziła się pierwsza cywilizacja.

## Położenie geograficzno-historyczne

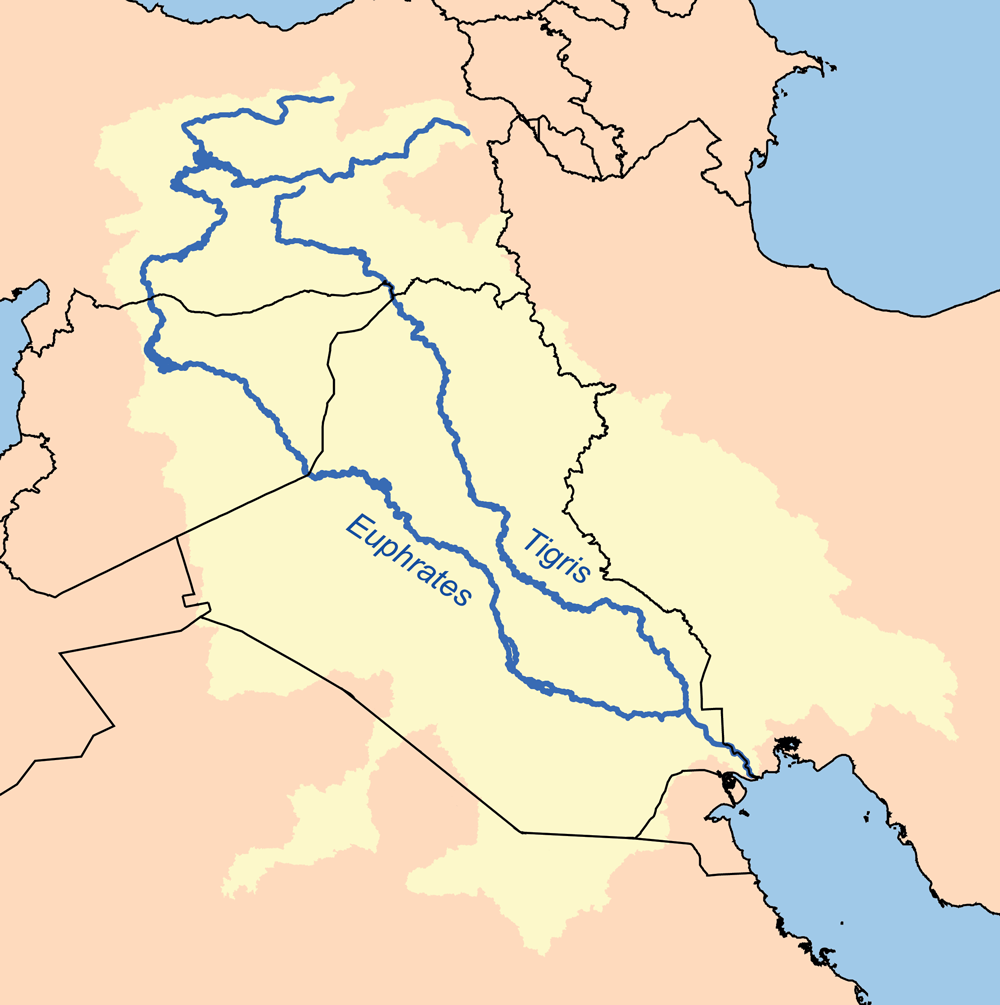
Dorzecze rzek Tygrys i Eufrat

Mezopotamia leży w dorzeczu dwóch wielkich rzek: Eufratu i Tygrysu. Jej obszar (często różnie pojmowany, jeśli chodzi o zasięg) rozciąga się od północnej Syrii aż po Zatokę Perską i od Iranu aż po Arabię. W innym, bardziej precyzyjnym ujęciu, można Mezopotamię zamknąć w trójkącie: Aleppo – jezioro Urmia na północy i ujście rzeki Szatt al-Arab (rzeka powstała po połączeniu Eufratu i Tygrysu) do Zatoki Perskiej na południu.

### Granice geograficzne

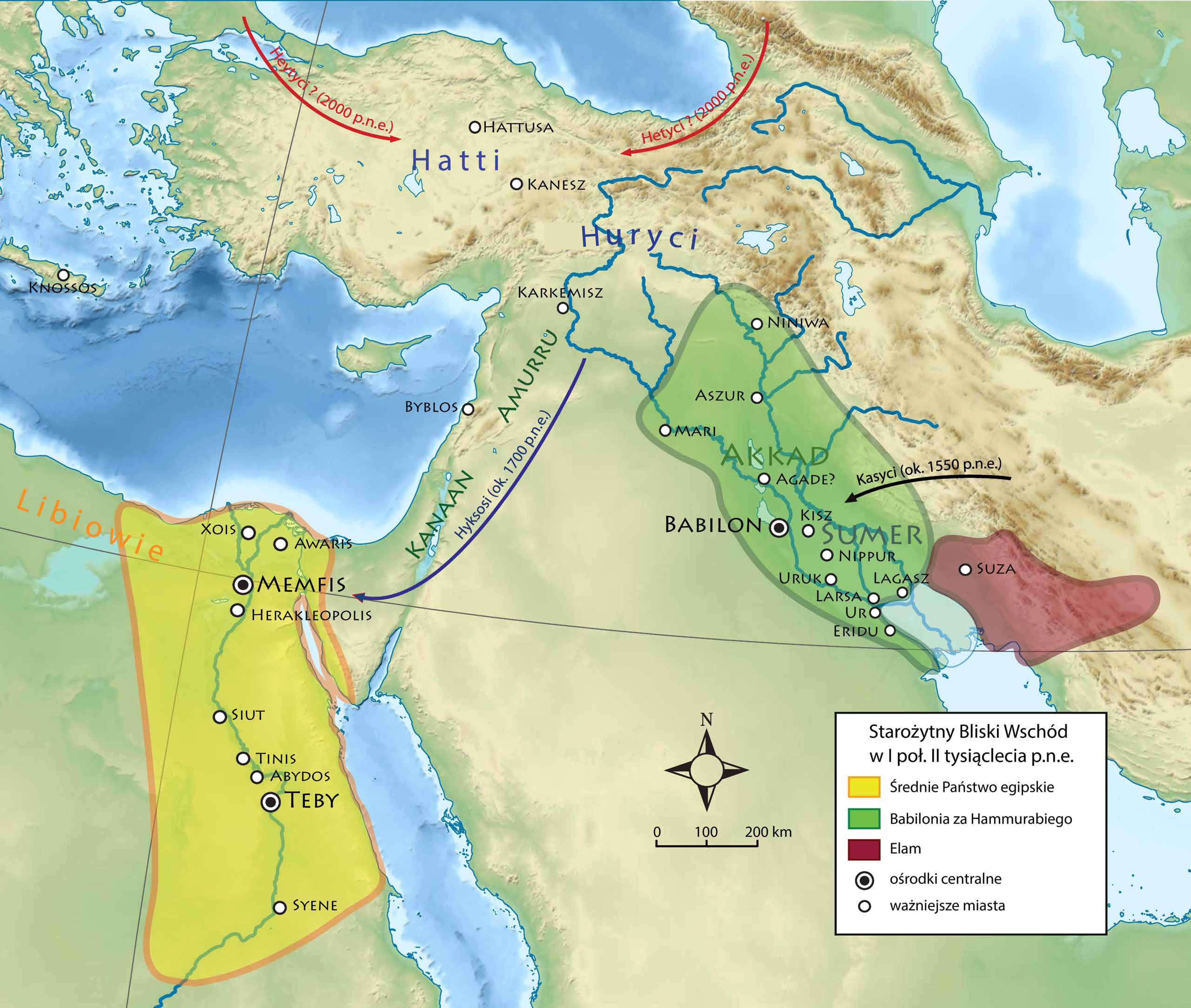
Mezopotamia (zielony) na tle Starożytnego Bliskiego Wschodu w II tysiącleciu p.n.e.

Granice geograficzne Mezopotamii przedstawiają się następująco: od strony północnej jest ona ograniczona łańcuchami górskimi południowo-wschodniej Anatolii (m.in. Taurus), które stopniowo łączą się ze wschodnią granicą Mezopotamii, którą jest potężny łańcuch górski Zagrosu, oddzielający ją od Wyżyny Irańskiej. Od strony południowej, na dość krótkim odcinku, granicą Mezopotamii jest linia brzegowa Zatoki Perskiej, a następnie, dochodząc do pustyni Wielki Nefud i Syryjskiej, granica Mezopotamii biegnie równolegle do biegu Eufratu wzdłuż wymienionej pustyni w kierunku północnym aż do północnej Syrii.

### Krainy geograficzne
Mezopotamia dzieli się na trzy główne krainy geograficzne:
- Al-Dżazira – płaskowyż na północy, położony w górnym biegu Eufratu i Tygrysu – rozciągnięty między tymi rzekami;
- iracki Kurdystan – położony jest na wschód od Tygrysu, kraina również wyżynna, przylegająca do gór Zagros, na południu dzieli ją od pozostałej części Mezopotamii masyw górski Dżebel Hamrin;
- dolina aluwialna położona w dorzeczu dolnego biegu Eufratu i Tygrysu, będąca terenem nizinnym i bagnistym w części południowej.

Taki rozkład krain mezopotamskich: północnych wyżynnych i podgórskich i południowych nizinnych, warunkuje w pewnym stopniu jej klimat, który ogólnie rzecz biorąc jest zróżnicowany pomiędzy północną częścią, o charakterze śródziemnomorskim, a południową – o charakterze niemal tropikalnym.

### Krainy historyczne
Układ głównych historycznych krain Mezopotamii – Asyrii i Babilonii – w jakimś stopniu pokrywa się z geograficznym. Ma jednak charakter umowny, wynikający z istniejących w przeszłości państw na określonych terytoriach, a nie z powodu odrębności geograficznej, która w tym przypadku raczej nie wymuszała takiego podziału, gdyż obie nie są oddzielone od siebie znaczącymi granicami naturalnymi.
Ogólnie można podzielić Mezopotamię na kilka głównych, historycznych obszarów: północna jej część to Asyria, a południowa to Babilonia. Ta ostatnia z kolei dzieli się na Sumer (położony na południu nad zatoką) i Akad (Akkad), leżący w północnej części Babilonii. W literaturze przedmiotu stosuje się również, wymiennie do Asyrii i Babilonii, określenia Mezopotamia północna i południowa, które ogólnie oddając ten podział, są jednak sformułowaniami bardziej swobodnymi, używanymi najczęściej w kontekście czasów prehistorycznych, gdy nie ukształtowały się jeszcze żadne organizmy państwowe. Wyodrębnia się także często tereny, określane jako Mezopotamia środkowa, położone między Asyrią i Babilonią, chociaż nieco z boku i bardziej nad Eufratem – tutaj przypisuje się zazwyczaj Mari.
Obecnie tereny Mezopotamii (geograficznie niezmienne, poza nieznaczną różnicą przebiegu linii brzegowej Zatoki Perskiej) z punktu widzenia podziału politycznego położone są głównie w granicach Iraku, a także Syrii, Kuwejtu, Iranu oraz Turcji.

## Prehistoria

### Paleolit
Pierwsze ślady człowieka z terenów Mezopotamii pochodzą z okresu paleolitu sprzed ponad 100 tys. lat, niemniej jednak znacznie więcej śladów ludzkich pochodzi z jego końcowej fazy. Z czasów środkowego paleolitu znane nam jest stanowisko w jaskini Szanidar (obecnie północny Irak), gdzie odkryto ślady bytności człowieka sprzed ok. 50 000 – 44 000 lat oraz z górnego paleolitu: 33 000 – 25 000, a także znacznie późniejsze, bo z 10 000 – 8000 p.n.e., a więc już z okresu mezolitu na Bliskim Wschodzie. U schyłku górnego paleolitu największe wpływy na Bliskim Wschodzie miała kultura kebaryjska, której nosiciele obozowali w jaskiniach lub w tymczasowych obozowiskach, a trudnili się myślistwem i zbieractwem. Około 11 000 – 9000 p.n.e., a więc już w mezolicie, w Mezopotamii silnie zaznaczyły się wpływy kultury natufijskiej, której stanowiska odnaleziono nad Eufratem w Syrii. Ta ostatnia kultura była znacznie bardziej rozpowszechniona niż wspomniana wcześniej kultura kebaryjska.

### Neolit i chalkolit (ok. 7000–3750 p.n.e.)
Od VII do V tysiąclecia p.n.e. nastąpiło upowszechnienie się rolnictwa i hodowli, a co za tym idzie form stałego osadnictwa jako stylu życia. Przemiany te były konsekwencją tzw. rewolucji neolitycznej (zapoczątkowanej już znacznie wcześniej, bo przed VII tys. p.n.e.).
W VII tysiącleciu p.n.e. na terenie północnej Mezopotamii w irackim Kurdystanie znakomicie rozwijała się Kultura Dżarmo, która reprezentuje typową społeczność wczesnorolniczą: mamy tu do czynienia z osadą na obszarze ponad 1 ha, złożoną z ok. 150 osób zamieszkujących prostokątne domy zbudowane z ubitego mułu. Podstawami gospodarki Dżarmitów były uprawa zbóż oraz hodowla.
W okresie chalkolitycznym oprócz narzędzi wykonanych z kamienia pojawiają się narzędzia zrobione z miedzi. Zaczęło dynamicznie rozwijać się garncarstwo, będące jednym z obszarów, na którym zaczęła się rozwijać sztuka, której przejawy można zauważyć także w coraz liczniejszych figurkach wyobrażających m.in. zwierzęta i kobiety – te ostatnie to przejaw kultu bogini matki.
Z punktu widzenia etnicznego nie można określić, jakie ludy zamieszkiwały wtedy Mezopotamię. Poszczególne grupy ludności, przebywające na tych terenach, identyfikowane są na podstawie wykopalisk archeologicznych i otrzymały nazwy utożsamiane z określeniami kultur archeologicznych od nazwy miejsca, gdzie zostały po raz pierwszy zidentyfikowane i wyodrębnione na podstawie oryginalnych cech charakterystycznych związanych z pozostawionymi przez nie śladami materialnymi. Do najbardziej znaczących kultur przedhistorycznych na terenie północnej Mezopotamii, od VI tysiąclecia p.n.e., wg obecnego stanu wiedzy należą:
- kultura Hassuna 5800–5500 p.n.e. (inne datowanie to: 6200-5700 p.n.e.);
- kultura Samarra 5600–5000 p.n.e. (albo też 6100–5700 p.n.e.);
- kultura Halaf 5500–4500 p.n.e. (albo też 5600–5000 p.n.e.)

Na terenie południowej Mezopotamii dominowała kultura Ubajd 5000–3750 p.n.e. (albo też 5500–4000 p.n.e.), która, chronologicznie, istniała nieco później od północnych, ale swoim zasięgiem objęła za to bardzo szeroki obszar – niemal całej Mezopotamii i była od tamtych znacznie bardziej zaawansowana. Nie była ona jednak jednolita, gdyż dzieliła się na kilka faz (1,2,3 i 4), rozrzuconych w czasie i przestrzeni:
Wspólnymi cechami ww. kultur – zwłaszcza trzech pierwszych, z terenów północnej Mezopotamii, to m.in.:
- rolniczy charakter prowadzonej gospodarki;
- budowa domów z ogólnie dostępnych na tych terenach materiałów takich jak glina, trzcina i kamień;
- rozwinięte garncarstwo, naczynia bogato dekorowane w geometryczne i figuralne wzory – w tej dziedzinie wyraźnie wybija się kultura Halaf;
- wierzenia oparte na kulcie bogini-matki – jest to odzwierciedlone w materiale archeologicznym, gdzie znaleziono liczne, wspomniane już, figurki kobiece.

Wspomniana wyżej kultura Ubajd, poza wymienionymi cechami wspólnymi, znacznie jednak wyróżnia się od pozostałych zarówno zasięgiem (jako pierwsza zajmowała obszar niemal całej Mezopotamii), jak i rozmachem w budownictwie osiedli/miast oraz architekturą – już w zasadzie monumentalną (świątynie). Najprawdopodobniej to właśnie w okresie Ubajd powstały takie osiedla jak: Eridu, Ur, Uruk, Girsu i Lagasz, które później wyrosły na znaczne ośrodki miejskie w południowej Mezopotamii. Wtedy też opanowano sztukę nawadniania pól na większą skalę poprzez budowę skomplikowanej sieci kanałów – pozwoliło to na zagospodarowanie znacznej części nieużytków na terenach pustynnych, a to z kolei było jednym z czynników przyspieszających bardzo szybki rozwój społeczeństwa. Również w tym okresie (Ubajd) nastąpiły ruchy migracyjne na terenach Mezopotamii, do której zaczęły napływać ludy pasterskie, w zasadzie nierozpoznawalne dla nas etnicznie, chociaż przypuszcza się, że były to ludy semickie. Kultura Ubajd jest ściśle powiązana z historycznym okresem Sumerów, którzy pojawili się na terenach Mezopotamii, według niektórych badaczy, już we wczesnej fazie tej kultury lub dopiero ok. połowy IV tysiąclecia p.n.e., a więc już w następnym okresie – Uruk, jednakże tylko przy założeniu, że byli oni ludem napływowym, gdyż są również hipotezy o ich autochtonicznym pochodzeniu, jako ludu wywodzącego się z miejscowych kultur przedhistorycznych.

## Historia: zarys dziejów do czasów panowania Sasanidów

### Okres sumeryjsko–akadyjski (III tysiąclecie p.n.e.)

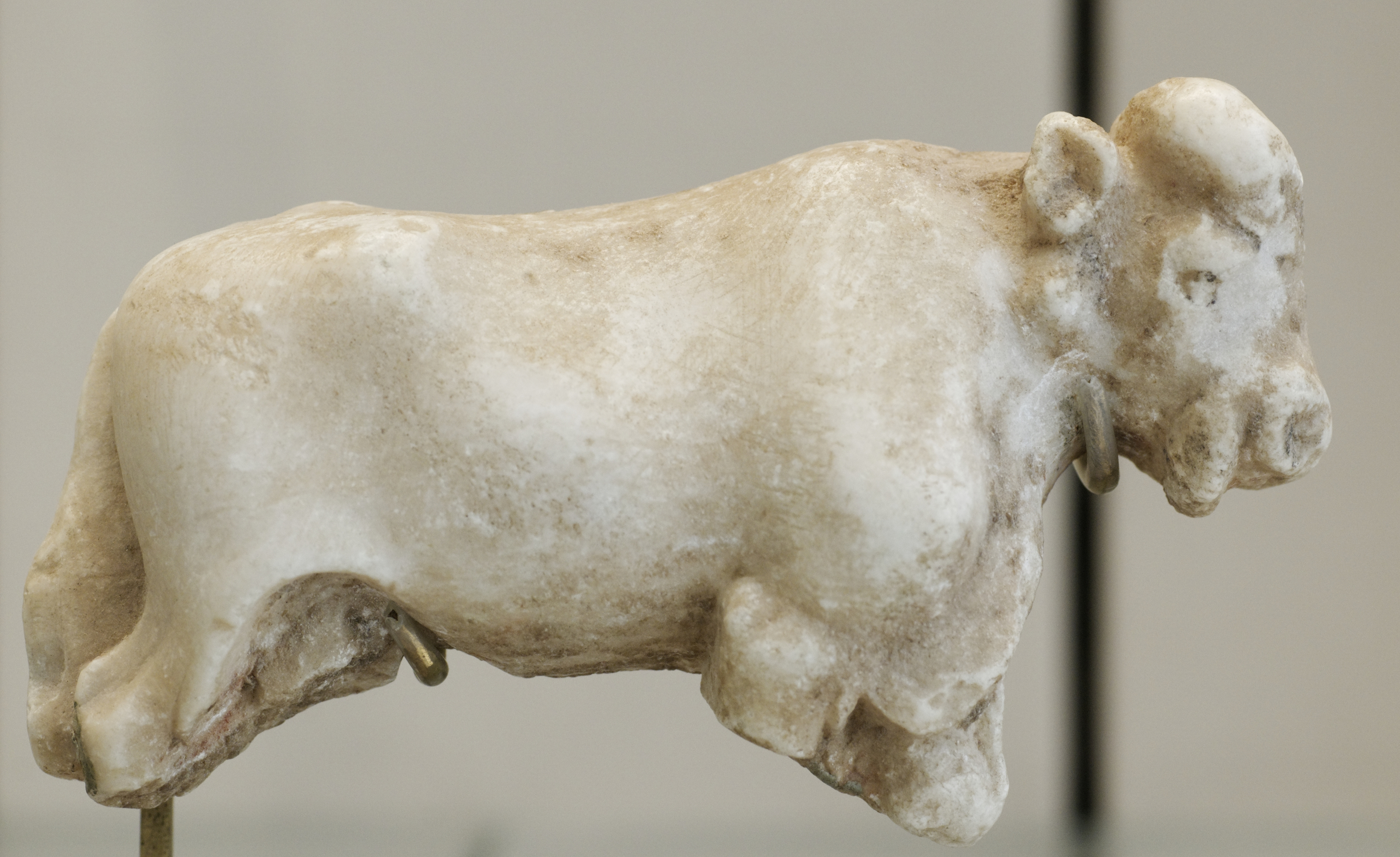
Statuetka byka znaleziona na terenie Uruk pochodząca z ok. 3000 p.n.e., z okresu Dżamdat Nasr – Muzeum w Luwrze

- okres Uruk: 3750 p.n.e. – 3150 p.n.e.
- okres Dżamdat Nasr: 3150 p.n.e. – 2900 p.n.e.
- okres starosumeryjski: 2900 p.n.e. – 2350 p.n.e.
- okres akadyjski: 2350 p.n.e. – 2112 p.n.e.
- okres neosumeryjski – tzw. III dynastia z Ur: 2112 p.n.e. – 2025 p.n.e.

Od okresu Uruk aż do panowania w południowej Mezopotamii III dynastii z Ur mamy do czynienia z sumero-akadyjskim rozdziałem dziejów Mezopotamii, co wynika stąd, że twórcami owego okresu były zasadniczo dwa ludy: Sumerowie i semiccy Akadowie, a syntezą ich wspólnego dorobku kulturowego jest okres wieńczący czasy ich hegemonii w postaci III dynastii z Ur.
Większość badaczy zgadza się obecnie z tym, że twórcami kultury Uruk i Dżemdet Nasr byli już Sumerowie. U schyłku kultury Uruk zaczęły zachodzić poważne zmiany w zakresie zróżnicowania struktury społecznej mieszkańców Mezopotamii. Coraz wyraźniej zaczęli wyodrębniać się kapłani, jako odrębny stan o bardzo dużym wpływie na rządy w miastach-państwach. Te ostatnie organizmy, już państwowe, były efektem przekształcających się w nie dawnych osad. Władzę w nich sprawowali właśnie królowie-kapłani, sprawujący ją formalnie z woli bogów. Życie miast-państw, które terytorialnie nie były zbyt wielkie, ograniczając się w zasadzie tylko do najbliższej okolicy, skupiało się głównie wokół świątyni.
Oba okresy (Uruk i Dżemdet Nasr) cechował bezprecedensowy rozwój techniczny i urbanistyczny, przy czym w tym ostatnim przypadku nie chodziło tylko o liczbę miast (która znacząco zresztą wzrosła), ale także o ich wielkość i zmiany w zakresie architektury. Ważnym wydarzeniem okresu Uruk było wynalezienie pisma, które w znaczący sposób przeobraziło dotychczasowy rozwój społeczeństwa mezopotamskiego.
Gdy środek ciężkości okresu Uruk stopniowo przesuwał się na południe Mezopotamii, w północnych jej obszarach wyodrębniła się kultura Gawra, która równolegle rozwijała się tam przez większą część IV tysiąclecia p.n.e., aż do okresu historycznego, czyli do ok. 2900 r. p.n.e. Eponimiczne stanowisko dla tej kultury to Tepe Gawra położone w górnym biegu Tygrysu, nieopodal Niniwy.
Okres wczesnodynastyczny, mimo iż jest już reprezentowany przez źródła pisane, to jednak w dalszym ciągu, aby go bliżej poznać, konieczne jest oparcie się na znaleziskach archeologicznych. W tym okresie wyraźnie zaznaczyła się ekspansja kultury sumeryjskiej w kierunku północnym, głównie wzdłuż Eufratu. W południowej Mezopotamii znakomicie rozwijały się i prosperowały liczne miasta-państwa (m.in. Lagasz, Ur, Uruk, Umma), których władcy toczyli między sobą zaciekłe spory i wojny. Na jakiś czas dominację nad pozostałymi miastami-państwami udawało się uzyskać temu lub innemu ośrodkowi. Do najbardziej znanych postaci tego okresu należeli:

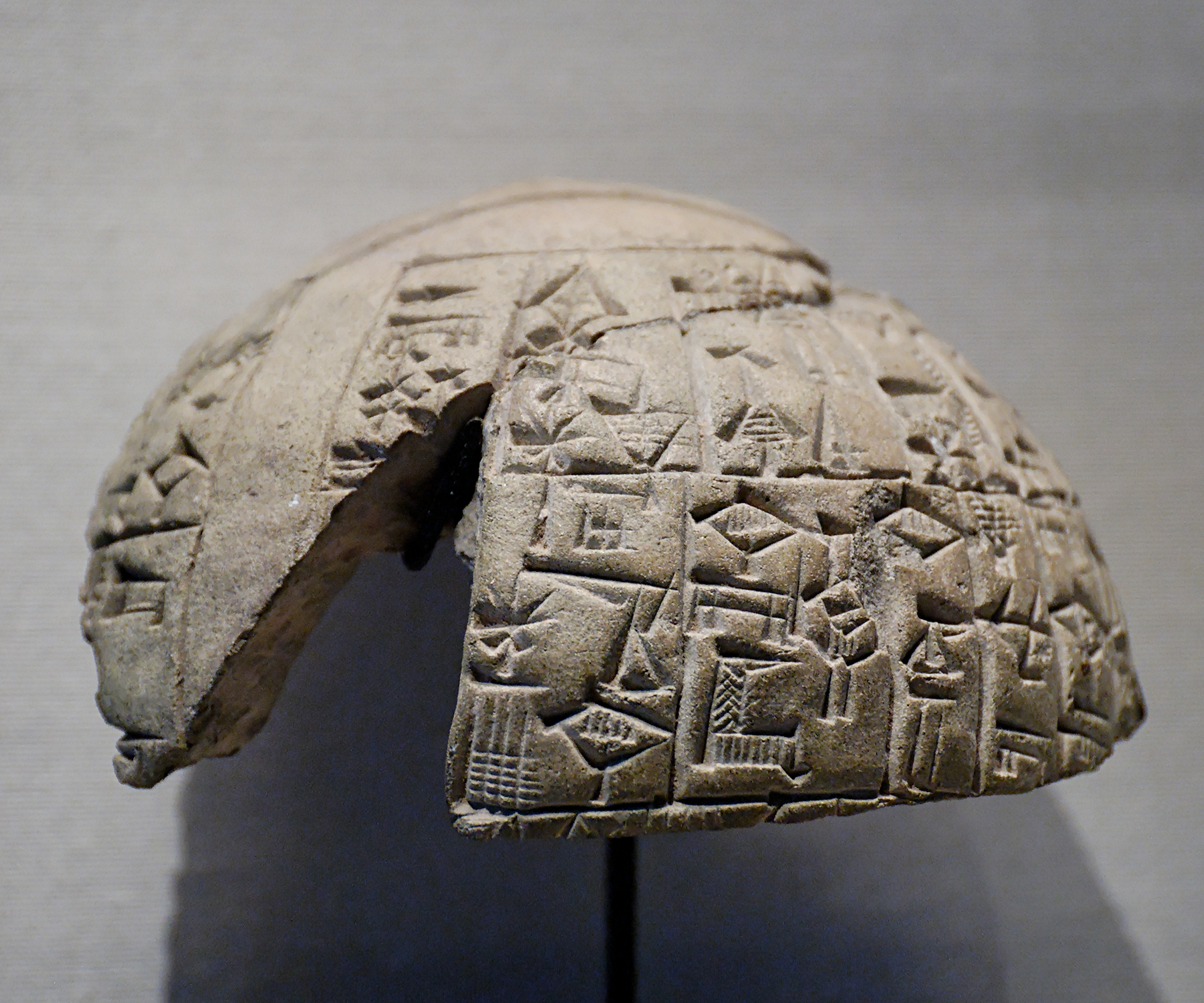
fragment glinianego stożka pochodzącego z okresu panowania Eanatuma, władcy Lagasz, znaleziony w starożytnym Girsu – obecnie w muzeum w Luwrze

- Mesanepada – ok. 2650 r. p.n.e. założył tzw. I dynastię z Ur i podczas swego ok. 40-letniego panowania podporządkował sobie m.in. Nippur i Kisz;
- Eanatum, władca Lagasz od ok. 2455 p.n.e. – podporządkował sobie Ur, Uruk i Kisz oraz odparł najazd Elamitów – dla potomnych znany przede wszystkim ze Steli sępów;
- Lugalzagesi – najpierw ensi Ummy, a później król (lugal) Uruk – ok. 2340–2316 p.n.e. – podczas swego niemal ćwierćwiekowego panowania podporządkował on sobie Lagasz, Ur, Uruk i wiele innych ośrodków politycznych w Sumerze. Panowanie Lugalzagesiego zamyka okres starosumeryjski, dziejów Mezopotamii. Władca ten uległ nowemu hegemonowi – Sargonowi, którego panowanie rozpoczyna nowy okres historyczny – okres akadyjski.

Jak wskazuje nazwa okresu, rządy w Mezopotamii przejęli Akadowie – semicki lud, który nie był nowym elementem w strukturze etnicznej w tym regionie, gdyż przez cały okres wczesnodynastyczny, stopniowo przenikał w struktury ludności. Okres akadyjski zdominowany był głównie przez dwie wybitne postacie – założyciela dynastii Sargona Wielkiego i jego wnuka Naram-Sina. Sargon, uważany powszechnie za twórcę pierwszego imperium w dziejach świata, w stosunkowo krótkim czasie podporządkował sobie południową i środkową Mezopotamię (Sumer i Akad). Rządził państwem z nowo założonej przez siebie stolicy – miasta Akad (Agade). Zasięg podbojów i terenów, którymi rządził Sargon jest trudny do ustalenia – na pewno podporządkował sobie większość Mezopotamii. Trwają spory i dyskusje na temat gdzie i czy w ogóle dotarł na takie obszary jak wybrzeże Morza Śródziemnego, Anatolię, a nawet Cypr. Niektórzy badacze uważają, że część podbojów zrealizowali jego następcy – zwłaszcza Naramsin. Ten ostatni znany jest dla nas ze słynnej „Steli zwycięstwa”, jaka dotrwała do naszych czasów po zwycięstwie nad Lulubejami z gór Zagros. Upadek dynastii akadyjskiej nastąpił najprawdopodobniej po śmierci syna Naramsina – Szarkaliszarriego, w wyniku najazdów Elamitów, Gutejów (którzy dali się już we znaki już za czasów Naramsina), a także przez liczne powstania miast-państw na terenie Sumeru. Do władzy doszli jeszcze spadkobiercy dynastii Sargona, ale rządzili oni tylko samym miastem Akad wraz z przyległościami do czasu hegemonii Gutejów. Po akadyjskim interludium, władza ponownie wróciła do Sumerów, którzy w postaci III dynastii z Ur, ostatni raz rządzili w Mezopotamii. Jednakże wzorce, jakie pozostawili Akadowie, długo będą wyznaczały cele i ambicje władców mezopotamskich, aż do Asyryjczyków włącznie.

Zanim jednakże Sumerowie odzyskali panowanie na terenie Mezopotamii, przez około wiek dominowali w niej Gutejowie (Gutejczycy, Gutowie). Dominacja ich jest stosunkowo słabo odzwierciedlona w źródłach – panuje opinia, że kulturalnie stali oni na dość niskim poziomie i nie pozostawili po sobie ani dzieł piśmiennych, ani żadnych znaczących wytworów sztuki (przynajmniej do tej pory takowych nie znamy), ograniczając się tylko do biernego przejmowania tradycji sumero-akadyjskiej. Z drugiej jednak strony rządy Gutejów charakteryzują się sporą dozą liberalizmu w Mezopotamii w stosunku do istniejących wtedy miast-państw. Wiele ośrodków sumeryjskich znakomicie się rozwijało, zarówno gospodarczo, jak i kulturalnie, przeżywając okres względnego dobrobytu. Być może za ich panowania w Mezopotamii zaczęto używać koni. Władza Gutejów upadła w wyniku akcji zbrojnej wielu sumeryjskich miast-państw pod przewodnictwem władcy Uruk Utuhengala, który z kolei po kilkunastu latach dominacji w południowej Mezopotamii został zdetronizowany przez jednego ze swoich dowódców wojskowych niejakiego Urnammu – założyciela tzw. III dynastii z Ur. 

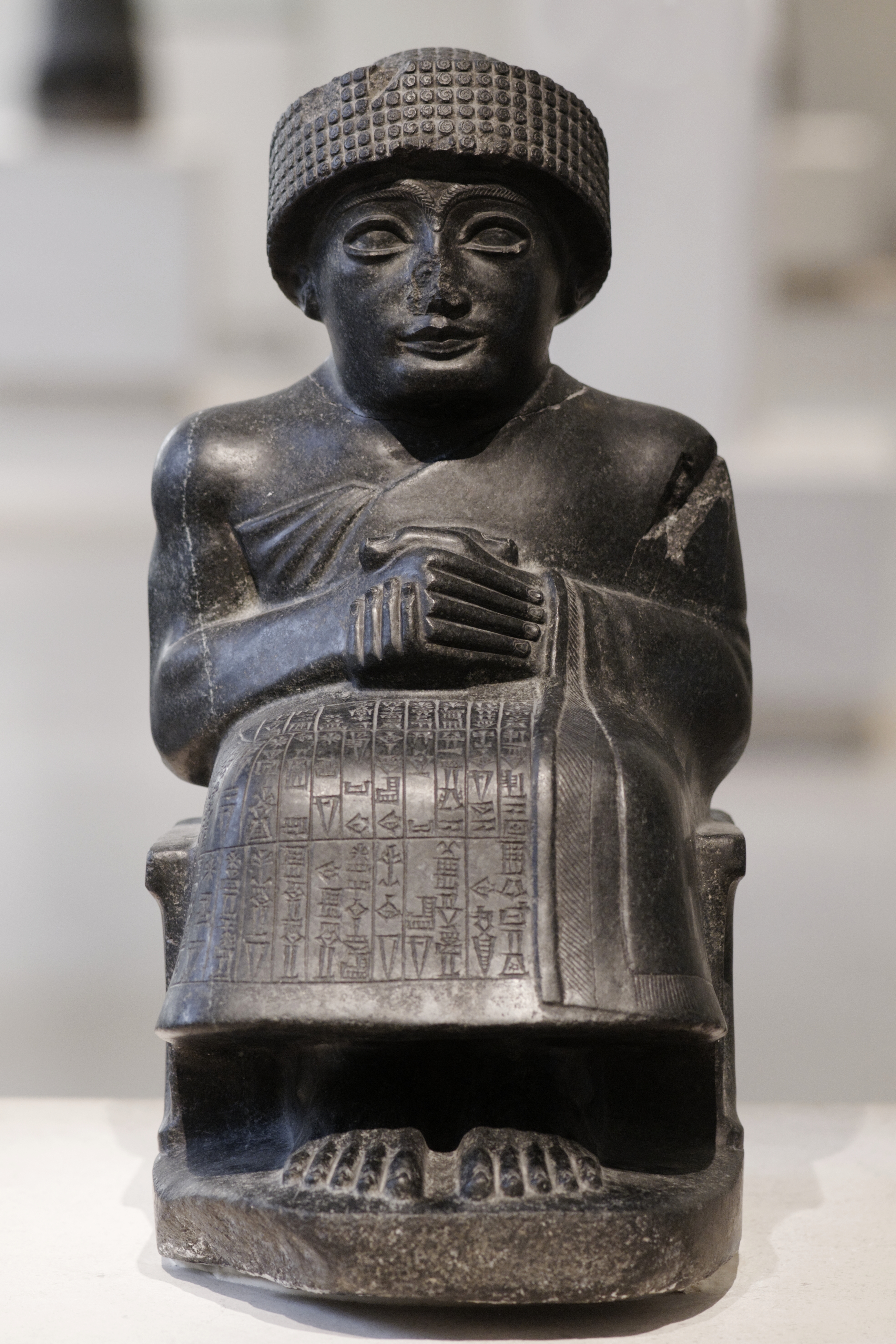
Posążek Gudei, władcy Lagasz

Tymczasem pod koniec przewagi Gutejów w Mezopotamii w południowej jej części, gdzie władza ich była znacznie słabsza, do znaczenia doszło Lagasz pod energicznym panowaniem Gudei, który rozciągnął swą władzę na kilka innych ośrodków na południe od miast Ur i Eridu. Okres panowania Gudei w Lagasz to czas znacznego wzrostu politycznego, gospodarczego i kulturalnego tegoż ośrodka, wchłoniętego później przez władców III dynastii z Ur.
Wspomniany wyżej Urnammu, po przejęciu władzy w Ur, rozpoczął okres restauracji sumeryjskiej, który do historii przeszedł pod nazwą tzw. okresu III dynastii z Ur i uważany jest za jeden z najświetniejszych w jej dziejach, będąc syntezą dorobku Sumerów i Akadów. Władcy tejże dynastii w znacznym stopniu odtworzyli imperium Sargona, rozszerzając swą władzę na północy aż do Mari i Aszur (zwasalizowali więc Asyrię), na wschodzie z kolei kontrolowali Elam. Okres ten cechuje znaczny rozwój kulturalny i gospodarczy: znakomicie prosperujący system irygacyjny, przyczynił się do znacznego rozkwitu rolnictwa. Rozwijały się miasta, zabudowywane monumentalną architekturą, głównie o charakterze sakralnym (liczne świątynie i zigguraty). Okres panowania III dynastii z Ur cechował się m.in. silną, scentralizowaną i wysoce zbiurokratyzowaną władzą centralną. Z tych czasów pochodzi także pierwszy znany nam kodeks prawny (został sporządzony za czasów Urnammu lub jego syna Szulgiego), a także stworzono i ujednolicono wzorce miar, wag i objętości. Jednym z podstawowych problemów panowania III dynastii z Ur, to walka z wciąż napierającymi plemionami koczowniczymi na tereny Mezopotamii – m.in. Hurytami, Amorytami i Elamitami. W końcu władza III dynastii z Ur upadła pod ich naporem, a ostateczny cios wymierzyli jej Elamici, ale nie do nich należała przyszłość w tym regionie, lecz do Amorytów. Ci ostatni na przełomie III i II tysiąclecia p.n.e. wzmocnili swój nacisk na Mezopotamię, stopniowo odrywając poszczególne tereny spod panowania Sumerów, by w końcu stopniowo przejąć władzę w licznych ośrodkach (Mari, Isin, Larsa, Babilon i inne).
Upadek III dynastii z Ur był ważnym momentem w historii Mezopotamii: raz na zawsze władzę utracili Sumerowie. Po nich dominację przejęły ludy semickie wprowadzając nową jakość zarówno w stylu rządzenia, języku i w składzie etnicznym. Upadek Sumerów nie oznaczał zniknięcia ich, ani ich dorobku z Mezopotamii, gdyż pomimo utraty władzy politycznej przetrwały ich religia i kultura z domieszką akadyjską. Z czasem Sumerowie rozpłynęli się w masie etnicznej coraz to nowych przybyszów. Z użycia wyszedł język sumeryjski jako język mówiony, ale i on nie zanikł, gdyż jego tradycje kultywowali kapłani w liturgii, a także kupcy w dokumentach handlowych.
Po okresie nowosumeryjskim Mezopotamia została podzielona na szereg licznych, wzajemnie zwalczających się małych państw amoryckich, a także huryckich w jej części północno-wschodniej. Stopniowo z chaosu zaczęły wyłaniać się silniejsze organizmy państwowe – sytuacja w pierwszych trzech stuleciach po upadku III dynastii z Ur przedstawiała się następująco:
- na północy hegemonem został Amoryta Szamszi-Adad I, który po przechwyceniu władzy w Aszur tworzy potężne państwo – jest to tzw. okres staroasyryjski lub królestwo Górnej Mezopotamii;
- na południowy zachód od Asyrii do znaczenia doszła dynastia panująca w Mari, konkurująca z państwem Szamszi-Adada I;
- w południowej części Mezopotamii najpierw dominuje dynastia z Isin i Larsy – mniej więcej do XVIII wieku p.n.e., a później
- do władzy w Babilonie doszła dynastia amorycka, która stworzyła mocarstwo na skalę całej Mezopotamii w postaci państwa babilońskiego.

Zaznaczył się bardziej wyraziście podział Mezopotamii na dwa duże regiony, których dzieje, choć ściśle ze sobą powiązane, to jednak potoczyły się nieco innymi torami.

### Mezopotamia południowa – Babilonia
- okres starobabiloński (amorycki) pocz. II tys. – 1590 p.n.e.
- okres średniobabiloński 1590 p.n.e. – 626 p.n.e.
- okres nowobabiloński (chaldejski) 626 p.n.e. – 539 p.n.e.

Dziedzictwo królów III dynastii z Ur przejął władca Isin – Iszbi-Erra (2017–1985 p.n.e.), rozpoczynając rządy tzw. I dynastii z Isin. Władcy tej dynastii kontrolowali oprócz Ur m.in. jeszcze Uruk i Eridu, które w tym czasie były ważnymi ośrodkami religijnymi. Jednakże panowanie władców z Isin nie trwało zbyt długo i miało raczej lokalny charakter. Podobnie wyglądała sytuacja z innym ośrodkiem na południu – Larsą, w której rządzili władcy amoryccy i elamiccy, a do największego znaczenia ośrodek ten doszedł pod panowaniem Rim-Sina I, groźnego rywala wschodzącej potęgi władców Babilonu, któremu w końcu Larsa uległa. W Babilonie (dotychczas stosunkowo mało znaczącym ośrodku niedaleko Kisz) właśnie w XIX wieku p.n.e. – rozpoczął rządy Amoryta Sumu-Abum, założyciel tzw. I dynastii z Babilonu, której najwybitniejszym przedstawicielem był słynny Hammurabi. Doprowadził on potęgę swego państwa do rangi mocarstwa w Mezopotamii. Początkowo swoje wpływy i podboje rozszerzał dzięki poparciu Szamszi-Adada I z Asyrii, a także dzięki sojuszowi z władcą Mari. Po pokonaniu Larsy i podporządkowaniu sobie innych ośrodków w południowej Mezopotamii udało się Hammurabiemu stworzyć państwo jednoczące niemal cały ten obszar po raz pierwszy od czasów władców z Ur z czasów III dynastii. Podczas jego panowania Babilonia przeżywała okres wzrostu gospodarczego i kulturalnego. Rozwijały się sztuka i literatura – z tego okresu właśnie pochodzi sławny kodeks Hammurabiego (będący efektem dorobku kodyfikacyjnego poprzednich wieków, a szczególnie okresu III dynastii z Ur), zredagowano także ostatecznie, w formie jaka do nas dotarła, epos o Gilgameszu. Następcy Hammurabiego stopniowo tracili jego dorobek. Zaczęły się bunty południowych ośrodków babilońskich, a także we znaki zaczęli dawać się Kasyci, którzy ostatecznie w znacznym stopniu przyczynili się do upadku I dynastii babilońskiej, która upadła jednakże bezpośrednio pod uderzeniem Hetytów w l. 1600–1595 p.n.e. Jej ostatnim władcą był Samsu-ditana.
Podobnie, jak i inne nacje w poprzednich i następnych wiekach, Kasyci również nie pojawili się nagle. Jeszcze kilkaset lat przed ich dominacją, stopniowo napływali do południowej Mezopotamii, m.in. poprzez osadnictwo i służbę w wojskach najemnych. Wykorzystując najazd Hetytów na Babilonię, Kasyci wkroczyli tamże i założyli dynastię, która panowała przez najbliższe kilka wieków (do ok. pierwszej połowy XII w. p.n.e.). Pierwszym kasyckim władcą na babilońskim tronie został Agum II, a lista panujących tej dynastii obejmuje 36 królów. Kasyci w całości zaadaptowali kulturę babilońską z poprzednich wieków. Ważną innowacją z czasów ich rządów jest nawiązanie w tytulaturze królewskiej do nazwy krainy (Babilonii), a nie tak jak poprzednio do samego miasta (Babilon). Z uwagi na to, że opanowali oni tylko południową część Mezopotamii, bez północnej części, gdzie dominowała Asyria, uwypukliły się różnice między tymi regionami. Schyłek panowania kasyckiego w Babilonii zaznaczył się już w drugiej połowie XIII wieku p.n.e., gdy najechali nią Asyryjczycy i pod wodzą Tukulti-Ninurty I zdobyli Babilon ok. 1230 r. p.n.e. Ostatecznie jednak przewagę w Babilonii Kasyci utracili w XII wieku p.n.e. na rzecz Elamitów, którzy w tym wieku najechali na Babilonię pod wodzą Szutruka-Nahhunty, który zdobył i złupił doszczętnie Babilon (1174 p.n.e.), wywożąc mnóstwo dzieł sztuki do stolicy swego państwa Suzy (m.in. słynną stelę z kodeksem Hammurabiego, którą tamże po wielu wiekach odkryli archeolodzy).
Przewaga Elamitów w Babilonii była przejściowa. Po nich, przez ok. pół wieku (1156–1103 p.n.e.), dominowała tam II dynastia z Isin (z Nabuchodonozorem I na czele), która z kolei uległa władcy asyryjskiemu, Tiglat-Pileserowi I (1117–1077 p.n.e.). Od tego czasu na terenie południowej Mezopotamii zaznacza się trwały wpływ Asyrii, z okresami przejściowego osłabienia ich władzy, podczas których dominacje zdobywają lokalne dynastie. Ten stan trwał aż do drugiej połowy VII wieku p.n.e., kiedy to powstało nowobabilońskie państwo założone przez semickich Chaldejczyków, istniejące przez ponad stulecie (652–539 p.n.e.). Państwo chaldejskie ze stolicą w Babilonie założone przez Nabopolasara (namiestnika asyryjskiego), to mocarstwo wykraczające poza całą Mezopotamię i sięgające aż do Egiptu. Do najwybitniejszych przedstawicieli władców tego okresu należał bez wątpienia Nabuchodonozor II (605–562 p.n.e.), który doprowadził swoje imperium na szczyty powodzenia, głównie przez swoją ekspansjonistyczną politykę mocarstwową. Za jego panowania do największego znaczenia w swoich dziejach doszedł Babilon, który został przez niego odbudowany (po zniszczeniach asyryjskich z 689 r. p.n.e.) i rozbudowany na niespotykaną dotąd skalę, a ślady monumentalnych budowli z tego okresu, możemy dzisiaj podziwiać na terenie Iraku, jak również w różnych muzeach świata.
Państwo chaldejskie upadło po najeździe Medów i Persów, którzy pod wodzą Cyrusa w październiku 539 roku p.n.e. zdobyli Babilon, rozpoczynając tym samym nowy okres dziejów Mezopotamii pod rządami perskiej dynastii Achemenidów.

### Mezopotamia północna – Asyria
- okres staroasyryjski: pocz. II tys. – 1400 p.n.e.
- okres średnioasyryjski: 1400 p.n.e. – 1000 p.n.e.
- okres nowoasyryjski: 1000 p.n.e. – 612 p.n.e./609 p.n.e.

Po upadku III dynastii z Ur północna i środkowa Mezopotamia zdominowane były głównie przez rywalizujące ze sobą plemiona amoryckie, ale występował tam także element akadyjski i hurycki. Jednakże to Amoryci kontrolowali najważniejsze ośrodki osadnicze, takie jak Aszur, Mari, Ekallatum czy Terqa i to właśnie spośród nich wyłonili się znaczniejsi władcy Mari (Jahdun-Lim, Zimri-Lim) i Asyrii (Szamszi-Adad I). Te dwa państwa prowadziły ze sobą ostrą rywalizację o panowanie na tych terenach.
W Mari założycielem linii władców był Amoryta Jahdun-Lim, dość skutecznie potrafiący przeciwstawić się Asyrii, która rosła w siłę pod rządami Szamszi-Adada I. Po śmierci Jahdun-Lima Mari dostało się jednak pod kontrolę władcy asyryjskiego, który osadził tam jako namiestnika swego syna Jasmah-Adada. Ten stan nie trwał jednak zbyt długo, gdyż po śmierci Szamszi-Adada, krewny Jahdun-Lima – Zimri-Lim, ponownie objął władzę w Mari i doprowadził je do jeszcze większego znaczenia i potęgi niż Jahdun-Lim. Swój znakomity rozwój Mari zawdzięczało z jednej strony rozbudowanemu rolnictwu (ze znakomicie działającym systemem irygacyjnym), a z drugiej położeniu na szlaku handlowym – potęga tegoż ośrodka została złamana dopiero przez Hammurabiego i w zasadzie już nigdy się nie odrodziła. Inaczej rysowała się przyszłość Asyrii.

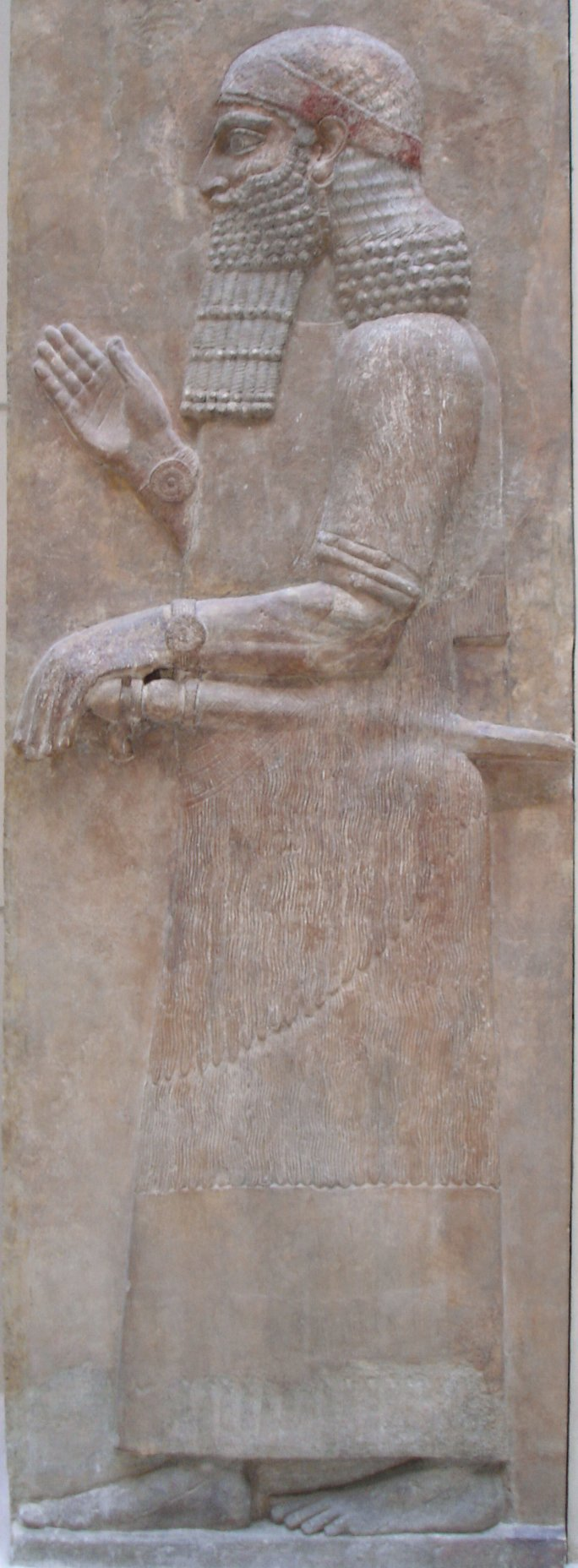
Wysoki dygnitarz asyryjski – relief z Dur Szarrukin

Asyria, po upadku III dynastii z Ur, zaznaczyła swój samodzielny byt polityczny pod rządami linii władców założonej przez Puzur-Aszura I, nawiązującej w sposób bezpośredni do imperium akadyjskiego, co jest widoczne m.in. w imionach władców: Sargon (Sargon I Asyryjski), Naram-Sin (Naram-Sin z Asyrii). Z tych czasów pochodzi pierwsza świątynia poświęcona Aszurowi, a samo miasto Aszur zostało ufortyfikowane. W sumie jednak niewiele wiadomo o tym okresie dziejów północnej Mezopotamii. Znacznie lepiej, pod względem źródłowym, wygląda sytuacja, gdy w północnej Mezopotamii zaczął rządzić, wspomniany wyżej w kontekście państwa Mari, Amoryta Szamszi-Adad, pochodzący z linii władców amoryckich rządzących dotąd Ekallatum. Kilkaset tabliczek z pismem klinowym, znalezionych w Mari, będących korespondencją między Szamszi-Adadem i jego synami, daje nam bardzo dobry wgląd w sytuację polityczną tego regionu. Właśnie za rządów tegoż władcy, północna Mezopotamia po raz pierwszy jest ośrodkiem imperium, które rozciągało się aż po Babilonię na południu. Trwają spory czy panowanie Szamszi-Adada I zaliczyć do dziejów Asyrii, jako tzw. okres staroasyryjski (będącym pierwszym etapem imperialnej wielkości Asyrii), czy też potraktować je odrębnie, jako królestwo Górnej Mezopotamii. Kontrowersja wynika m.in. stąd, że Szamszi-Adad nie był Asyryjczykiem tylko Amorytą, a więc założył amoryckie państwo na terenach północnej Mezopotamii, w tym Asyrii.
Po śmierci Szamszi-Adada I, jego królestwo straciło swą pozycję mocarstwową w Mezopotamii na rzecz państwa Hammurabiego. Gdy i potęga tego ostatniego się załamała, w północnej Mezopotamii zaznaczyły się bardzo silne wpływy Hurytów, ze szczytowym okresem ich dominacji w postaci państwa mitannijskiego w XVI wieku p.n.e., które zwasalizowało Asyrię. Przewaga Hurytów trwała w zasadzie aż do XIV wieku p.n.e., wtedy to Asyria, pod rządami Aszuruballita I (ok. 1365–1330 p.n.e.), uniezależniła się od obcych wpływów i rozpoczął się w jej historii tzw. okres średnioasyryjski, który trwał aż do ok. połowy XI wieku p.n.e., zakończony inwazją Aramejczyków. Lud ten zaczął napływać na tereny Mezopotamii już pod koniec XII wieku p.n.e., wpływając zasadniczo na dzieje i kulturę całego Bliskiego Wschodu, co było widoczne m.in. w stosowaniu języka aramejskiego, jako języka mówionego na dużych jego obszarach. Przez około dwa stulecia Aramejczycy dominowali w północnej Mezopotamii, nie stwarzając jednak żadnego silnego organizmu politycznego. Ten czynnik m.in. przyczynił się do kolejnego odrodzenia Asyrii, które nastąpiło w IX wieku p.n.e., kiedy to tacy władcy jak Aszurnasirpal II (884–858 p.n.e.), Salmanasar III (858–824 p.n.e.), odtworzyli imperium średnioasyryjskie w północnej Mezopotamii, a także sięgnęli do jej południowej części oraz wyprawiali się aż na wybrzeża Morza Śródziemnego. Po krótkim epizodzie urartyjskim Asyria ponownie się odrodziła i zreorganizowała po rządami takich władców jak: Tiglat-Pileser III (ok. 745–727 p.n.e.), który uderzył na Syrię i Babilonię; Sargon II (ok. 721–705 p.n.e.), który poskromił Urartu, Sennacheryb (705–681 p.n.e.), Asarhaddon (681–669 p.n.e.) i Aszurbanipal (669–631 p.n.e.) – ci ostatni podporządkowali Palestynę, Egipt i Elam. Asyria stała się imperium o ogromnym zasięgu terytorialnym (podbijając nawet Egipt)- znakomicie rozwijały się miasta w północnej Mezopotamii, zwłaszcza te, które były stolicami Asyrii: Dur-Szarrukin i Niniwa. Jednak coraz większe trudności wewnętrzne doprowadziły w końcu do upadku państwa asyryjskiego, a ostateczny cios zadała mu nowa, chaldejska dynastia babilońska (wywodząca się od namiestników asyryjskich). Wojna, jaka toczyła się u kresu istnienia imperium asyryjskiego o jego istnienie, niemal na zawsze zniszczyła regiony północnej Mezopotamii (zarówno pod względem gospodarczym, jak i politycznym), które w zasadzie już nigdy nie stały się ośrodkiem państwowotwórczym, ani nie odegrały większej roli w historii tego regionu, pozostając tylko prowincjonalną częścią tego lub innego imperium władającego olbrzymimi obszarami rozciągającymi się ze wschodu na zachód.

### Mezopotamia pod obcym panowaniem – od Achemenidów do Sasanidów

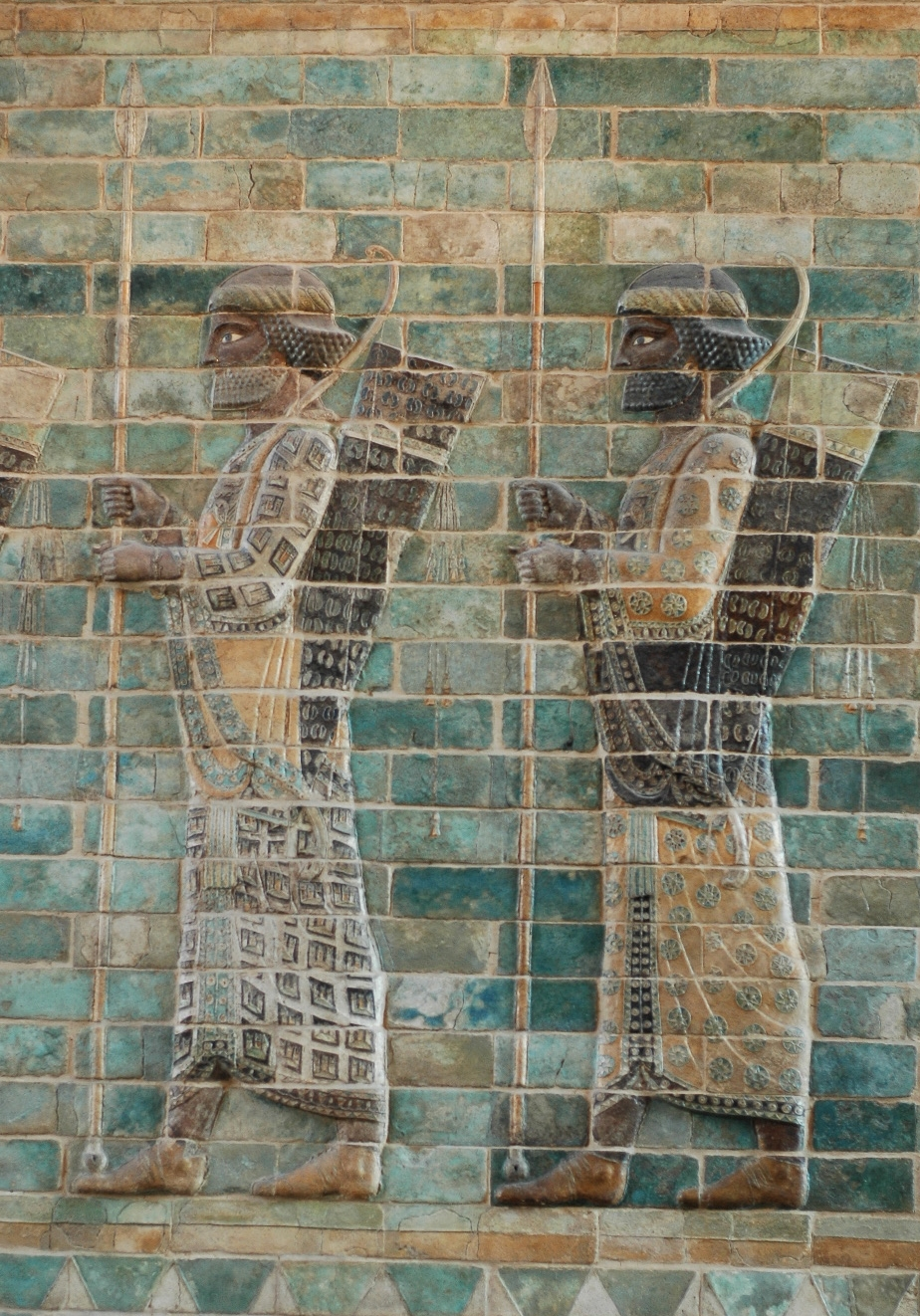
Łucznicy perscy z gwardii królewskiej Dariusza I – płaskorzeźba z Suzy wykonana w glazurowanej cegle

- okres perski – imperium perskie Achemenidów 539 p.n.e. – 331 p.n.e.
- okres hellenistyczny – imperium Aleksandra Wielkiego 331 p.n.e. – 312 p.n.e.
- okres hellenistyczny – imperium Seleucydów 312 p.n.e. – 141 p.n.e.
- okres partyjski – imperium Partów ok. 141 p.n.e. – 224 n.e.
  - okres rzymski – imperium Rzymskie ok. 115 n.e. – 117 n.e.
- okres sasanidzki – imperium Sasanidów 224 n.e. – 652 n.e.

Po upadku państwa nowobabilońskiego, który nastąpił przy znacznym udziale perskiego władcy, Cyrusa Wielkiego, wykorzystującego od dawna narastające problemy wewnętrzne Babilonii, władzę nad całą Mezopotamią na około dwa wieki (539–331 p.n.e.) przejęli Persowie pod rządami dynastii Achemenidów. Lud ten pojawił się w pobliżu Mezopotamii już na przełomie IX i VIII wieku p.n.e., kiedy to zajął tereny elamickie. W pierwszych latach panowania Achemenidów, za czasów następców Cyrusa, doszło do kilku buntów antyperskich w Babilonii (522, 521, 482 p.n.e.), ale zostały one dość szybko i skutecznie stłumione. Poza tymi epizodami Persowie dzierżyli swą władzę aż do czasów podbojów Aleksandra Wielkiego bez większych perturbacji politycznych, niemniej jednak tereny Mezopotamii były tylko jednymi z wielu terytoriów ogromnego państwa, bez jakiegoś szczególnego statusu – jedynie Babilon był dla perskich władców, a zwłaszcza dla Dariusza I, jednym z ważniejszych miast imperiów. Następni władcy niezbyt wiele uwagi poświęcali Babilonii, nie wspominając już o Asyrii. Tym samym rozpoczął się powolny proces marginalizacji Mezopotamii, jako centrum politycznego i gospodarczego na Bliskim Wschodzie. Podboje Aleksandra Wielkiego zasadniczo przeobraziły układ sił politycznych w Azji południowo-zachodniej – nie wpłynęły one jednak zasadniczo na losy Mezopotamii, być może z powodu przedwczesnej śmierci zdobywcy, który planował z Babilonu utworzyć nową stolicę jeszcze większego imperium niż to, które stworzył. Po jego śmierci Mezopotamia, po krwawych wojnach diadochów, dostała się w ręce Seleukosa I Nikatora, którego polityka ukierunkowana była jednak na zachód, czego wyrazem jest m.in. aktywne zaangażowanie się tegoż władcy w wojny we wschodniej części basenu Morza Śródziemnego, a także ulokowanie tamże stolicy swego państwa (Antiochii). Tym samym rola Babilonii i Babilonu znacznie spadła, gdyż centrum polityczno-gospodarcze państwa przesunęło się na zachód. Dodatkowo Babilon dużo stracił na rzecz założonej przez Seleukosa w jego pobliżu, Seleucji nad Tygrysem, na miejscu niewielkiej osady w pierwszych latach jego panowania. Być może to tam właśnie początkowo Seleukos widział stolicę swego ogromnego państwa, kiedy jeszcze nie był pewny wyników rywalizacji o spadek po Aleksandrze. Po ugruntowaniu swej pozycji i przeniesieniu swej siedziby na zachodnią stronę państwa, do Antiochii, Seleucja nie podupadła – wręcz przeciwnie – znakomicie się rozwijała przez najbliższe stulecia, stając się drugą, wschodnią stolicą Seleukidów, gdzie rezydowali zarządcy wschodniej części państwa, najczęściej następcy tronu. W sumie jednak lata panowania Seleukidów dla Mezopotamii to okres pokoju i stabilizacji. Władcy ci pokryli swoje państwo siecią licznych, nowych miast opartych na wzorcach greckich polis, zakładanych na miejscach osad dawniejszych, lecz bez znaczenia lub też wywodzących się z obozów wojskowych. Lokacje te znacznie przyczyniły się do poprawy bezpieczeństwa na szlakach handlowych łączących Azję Środkową z wybrzeżem Morza Śródziemnego, gdyż najczęściej właśnie nowe miasta powstawały na ich drodze. W okresie seleukidzkim znacznie podupadły miasta południowej Babilonii – Sumeru, głównie z powodu zmiany koryta Eufratu, które powoli odsuwało się od dawnych siedzib ludzkich.
Seleukidom Mezopotamię odebrali Partowie, którzy do ich państwa wtargnęli już w III wieku p.n.e., a zajęli ją całkowicie w następnym stuleciu za panowania Mitrydatesa I (174–136 p.n.e.). Przez cały okres hegemonii partyjskiej na Wschodzie, Mezopotamia była w ich posiadaniu, z przejściowym opanowaniem tej krainy przez Rzymian za Trajana (który stworzył prowincję rzymską właśnie o nazwie Mezopotamia) i Septymiusza Sewera. Władcy partyjscy, zarządzający przecież poddanymi o bardzo zróżnicowanej strukturze etniczno-kulturowej, próbowali pogodzić dwie tradycje: achemenidzką i grecką, aby z jednej strony zyskać sympatię Persów, a z drugiej, potomków grecko-macedońskich zdobywców. Partowie kontynuowali politykę Seleukidów w zakresie rozwoju handlu i budownictwa. Założone przez poprzednią dynastię miasta znakomicie się rozwijały przy wydatnym wsparciu nowych panów, zabezpieczając szlaki handlowe na starych trasach. Korzystała na tym Mezopotamia, a zwłaszcza jej część północno-środkowa. Być może właśnie rozkwit handlu w tym regionie przyczynił się do odrodzenia miast w Asyrii, które w czasach partyjskich były z rozmachem odbudowywane. W tym okresie zaznaczył się również napływ do Mezopotamii nowych ludów – głównie Aramejczyków i Arabów, co nie było faktem bez znaczenia, a odbiło się to głównie w sferze kulturalnej i religijnej społeczeństwa mezopotamskiego.
Kolejnymi panami w Mezopotamii zostali Sasanidzi, którzy obalili partyjską dynastię w 224 roku n.e. i w pierwszej kolejności opanowali właśnie Mezopotamię. Po zmianie dynastii panującej w stosunku do poprzedniego okresu raczej niewiele się zmieniło. Na pewno wyniszczający wpływ w północnej części Mezopotamii miały liczne wojny rzymsko-sasanidzkie. Z kolei w miastach południowej Mezopotamii (Uruk, Kisz), wykopaliska archeologiczne ukazują liczne ślady rezydencji sasanidzkich władców.
Perskie panowanie w Mezopotamii zostało zlikwidowane przez Arabów w połowie VII wieku (651).

## Religia
Religia Mezopotamii z uwagi na złożone podłoże etniczne, nigdy nie była jednolita. Jednakże w zasadniczym zrębie ukształtowali ją Sumerowie, których wierzenia (zob.: mitologia sumeryjska) z kolei były odbiciem pierwotnych kultów sił przyrody i płodności, społeczeństw prehistorycznych. To właśnie sumeryjski panteon i ich postrzeganie świata oddziaływały na terenach mezopotamskich niemal przez trzy tysiąclecia, pomimo tego, że każdy kolejny lud, który przybywał do Mezopotamii, przynosił ze sobą własne wierzenia i tradycje. Również Akadowie, w drugiej połowie III tysiąclecia, wnieśli swój znaczny wkład w rozwój religii i form kultu, niemniej jednak zauważalna jest dysproporcja między ich wierzeniami a sumeryjskimi, chociażby w liczbie czczonych bogów – na kilkaset bogów sumeryjskich tylko kilkunastu było pochodzenia semickiego, mających i tak odpowiedniki w panteonie sumeryjskim. Przewaga sumeryjskiego elementu w rozwoju religii w Mezopotamii, nie oznacza, że wierzenia ludów w Mezopotamii były statyczne i nie podlegały modyfikacjom – wręcz przeciwnie – można zaobserwować zjawisko stałego przeobrażania religii sumeryjskiej, w jej procesie adaptacyjnym, w wyniku oddziaływania wierzeń każdego napływowego ludu. Podobieństwa i analogie w znacznym stopniu ułatwiały synkretyzm religijny, który był cechą charakterystyczną, ówczesnych kultów mezopotamskich. Niebywale rozwinięty politeizm (w połowie III tysiąclecia p.n.e. panteon sumeryjski liczył ok. 700 bogów, a już w I tysiącleciu p.n.e., panteon babilońsko-asyryjski liczył ok. 2500 imion bóstw), prowadził do pewnego rodzaju „specjalizacji” poszczególnych bogów w dziedzinach, którym patronowali: grupy bogów związanych z siłami przyrody (np. Iszkur, semicki Adad – bóg burzy), sztukami i rzemiosłami (np. Nidaba – bogini mądrości i pisarzy, Ninurta – wojny i myślistwa) oraz bóstwa wegetacji (np. Dumuzi – bóg-pasterz, opiekun odradzającej się przyrody). Poza „specjalizacją zawodową” bogowie mezopotamscy patronowali poszczególnym ośrodkom i miastom, gdzie danemu bogu oddawano specjalną cześć, jako opiekunowi i panu. Stąd wynikał fakt, że niemal każde miasto-państwo miało swego odrębnego boga-opiekuna, któremu oddawano tam cześć, a jednocześnie nie negowano istnienia pozostałych bóstw innych centrów kultowych.
Głównym ośrodkiem religijnym Mezopotamii, była południowa jej część – Babilonia. To tam właśnie był szereg centrów religijnych o dużym prestiżu, o które toczyli walkę władcy poszczególnych miast-państw, gdyż ich zajęcie gwarantowało sankcję religijną i co za tym idzie legitymizację władzy i wzrost autorytetu monarchy. Do takich miast należały, w okresie sumeryjskim, m.in. Nippur, Eridu, a w późniejszym okresie Babilon. W tym ostatnim mieście, za czasów państwa chaldejskiego i ogromnego wzrostu roli Babilonu, rozwinął się na dużą skalę kult, początkowo tylko lokalnego, boga Marduka – boga-patrona Babilonu, gdzie poświęcone mu były najbardziej okazałe świątynie. Z kolei odpowiednikiem Marduka na północy Mezopotamii, był bóg Aszur, którego kult był niemal narodowym kultem Asyryjczyków, z ośrodkiem w mieście o tej samej nazwie.
Zapisany na glinianych tabliczkach babiloński tekst Inamgiszhuranki z VII wieku p.n.e. zawiera ezoteryczne wywody, za pomocą których kapłani tłumaczyli epitety bogów o dawno zapomnianym znaczeniu. Ta wiedza tajemna była bardzo ceniona w Babilonii i Asyrii, a jej elementy mogły stanowić inspirację dla pitagorejskiej teorii liczb i żydowskiej kabały. Rozważania numerologiczne w religii mezopotamskiej pojawiły się w drugiej połowie II tysiąclecia p.n.e., kiedy Babilonią władali Kasyci, a później Aramejczycy. W tym czasie nastąpił wyraźny kulturowy regres, liczne stare ośrodki kultu podupadły, a dotychczasowe tradycje religijne, choć sztucznie podtrzymywane przez skrybów kopiujących pradawne teksty, stawały się coraz bardziej niezrozumiałe. Próbą ich ożywienia stała się tak zwana teologia spekulatywna – objaśniająca imiona i atrybuty dawnych bogów oraz mity za pomocą różnego rodzaju skojarzeń. Bardzo pomocna w tym była natura pisma klinowego.
Kulty mezopotamskie wywodzące się z religii sumeryjskiej wywodziły genealogię swoich licznych bogów od tzw. czterech bogów stworzycieli, którzy byli protoplastami całej reszty panteonu i cieszyli się największym autorytetem, do którego odwoływali się pozostali bogowie. Bogowie stworzyciele to:
- An (w języku akadyjskim: Anu) – władca nieba, król wszystkich bogów – w zasadzie nie zajmował się sprawami ludzi;
- Nintu, znana także pod imionami Ninhursag, Ninmah, Aruru – matka-ziemia, bogini płodności, rodzicielka;
- Enlil – syn Ana – bóg powietrza;
- Enki (w języku akadyjskim: Ea) – pan słodkich wód.

Z tej grupy bogów-stworzycieli An, Enlil i Enki stanowili tzw. wielką trójcę bogów, cieszącą się bardzo dużym autorytetem zarówno wśród bogów, jak i ludzi. Mitologia mezopotamska, z uwagi na to, że jest wytworem wielu ośrodków teologicznych, cechuje się bardzo dużym zróżnicowaniem, a nawet licznymi sprzecznościami, m.in. co do roli poszczególnych bóstw i ich związków rodzinnych oraz przebiegu wydarzeń w danej opowieści mitologicznej. Bardzo ważną rolę w mitologii Mezopotamii odgrywała bogini Inana (w języku akadyjskim: Isztar) czczona jako „pani nieba”, pod różnymi imionami przez różne ludy zamieszkujące Mezopotamię.
Rodzime kulty babilońskie stopniowo zostały wyparte przez nowe religie. Już wraz ze spadkiem roli Mezopotamii i dostaniem się jej we władanie perskie, coraz większego znaczenia i zasięgu nabierała rodzima religia Persów – zoroastryzm, a w późniejszych stuleciach dominację na Wschodzie zdobywały takie religie, jak mitraizm i manicheizm, a jeszcze później pojawił się tu islam.

## Kultura i sztuka
Kultury archeologiczne prehistorycznej Mezopotamii pozostawiły liczne ślady w postaci różnorodnych znalezisk archeologicznych, począwszy od prostych narzędzi potrzebnych do życia codziennego, poprzez bardzo często bogato zdobioną ceramikę, aż po ruiny pierwszych świątyń wznoszonych na cześć bogów już w okresie Ubajd.
W następnych okresach, już historycznych, nastąpił ogromny rozwój kulturowy społeczeństw mezopotamskich, począwszy od Sumerów, których sztuka nawiązywała bezpośrednio do poprzednich okresów, aż po czasy babilońskie i perskie. Zakres i złożoność zagadnień, związanych z kulturą i sztuką poszczególnych nacji na terenie Mezopotamii, skłaniają do potraktowania ich osobno w odrębnych artykułach:
- Sztuka starożytnej Mezopotamii;
- Sztuka sumeryjska i akadyjska;
- Sztuka babilońska;
- Sztuka asyryjska;
- Sztuka starożytnej Persji

Znacznym przełomem w rozwoju społeczeństw mezopotamskich było wynalezienie pisma (ok. 3300–3200 p.n.e.), które w formie piktograficznej służyło początkowo głównie celom administracyjno-gospodarczym, a z czasem jego zastosowanie znacznie się rozszerzyło o wyrażanie także treści duchowych w literaturze zarówno o charakterze religijnym, jak i świeckim. Do najbardziej znanych dzieł powstałych na terenie Mezopotamii należą m.in. eposy:
- Epos o Gilgameszu
- Enuma elisz („Gdy w górze niebo”)
- Zejście Isztar do świata podziemnego
- Dialog między panem a sługą
- Dialog o ludzkiej nędzy

W mezopotamskim kręgu kulturowym w charakterystyczny sposób dokonywała się ewolucja prawa i obyczajów. W państwie Sumerów panowała stosunkowo duża swoboda w tym zakresie, w okresie babilońskim nastąpiło umiarkowane zaostrzenie rygorów, a klamrą spinającą ten rozwój stało się surowe, wojskowe imperium Asyryjczyków. Na wczesnym etapie swojego rozwoju państwo nie ingerowało zbytnio w sferę życia seksualnego ludzi. W państwie Sumerów, poza nielicznymi przepisami regulującymi sprawy małżeństwa, życie intymne pozostawało sprawą prywatną, regulowaną przez normy obyczajowe, które odznaczały się podejściem otwartym i przyzwalającym.
W okresie babilońskim małżeństwo było raczej endogamiczne, zawierano je najczęściej w obrębie grupy lokalnej lub tej samej warstwy społecznej. Nowo poślubione mężatki przechodziły do domu swoich mężów lub teściów, preferowana zatem była patrylokalność.

## Historia odkryć
Pierwsze badania archeologiczne na terenie Mezopotamii przeprowadził na początku XIX w. przedstawiciel angielskiej Kompanii Wschodnioindyjskiej w Bagdadzie Claudius James Rich, który badał pozostałości Babilonu. W latach 40. XIX wieku do Mosulu przybył francuski konsul Paul Emil Botta i rozpoczął badania w Chorsabadzie, gdzie odnalazł pierwsze tabliczki pokryte pismem klinowym. Odkryte przez Bottę asyryjskie płaskorzeźby przesłano do Paryża. W 1845 badania w Nimrud (Kalchu) rozpoczyna Austen Henry Layard, skąd znaleziska trafiają do Londynu. W latach 50. XIX w. badania w Chorsabadzie prowadził Victor Place. Prace archeologiczne w Nimrud i Niniwie kontynuuje asystent Layarda, Hormuzd Rassam. W 1877 Rassam otrzymuje pozwolenie na odkopanie wszystkich stanowisk od Zatoki Perskiej do Wyżyny Anatolijskiej. Efektem tych badań było odkrycie pałacu w Niniwie i Wrót z Balawat wykonanych na rozkaz Salmanasara III. Ważnego odkrycia dokonał Henry Rawlinson, który w Behistun skopiował trójjęzyczną (staroperski, babiloński i elamicki) inskrypcję Dariusza I. Badania Georga Grotefenda, Rowlinsona, Jules Opperta i Edwarda Hincksa pozwoliły na odczytanie pisma klinowego. Badania archeologiczne weszły w nową erę i oparte zostały na bardziej naukowych metodach. Niemieckie ekspedycje kopały w Tell Halaf i Uruk, amerykańskie w Nipurze, brytyjskie w Niniwie. Przez dwadzieścia lat angielski archeolog Leonard Woolley badał królewskie cmentarzysko i Ur, najstarsze miasto świata. André Parrot odkrył miasto Mari. W latach 1946–1949 badane były przez irackich uczonych, m.in. Faud Safara – Eridu i Hatra. Niemiecka ekspedycja od 1954 prowadziła pod kierunkiem H.J.Lanzena i następnie J.Schmidta, dalsze prace wykopaliskowe w Uruk. W latach siedemdziesiątych zbadano wiele stanowisk, którym groziła zagłada w wyniku budowy tam na Eufracie i Tygrysie. Od 1974 do wojen w Iraku badania wykopaliskowe w Nimrud prowadziła polska ekspedycja pod kierunkiem Janusza Meuszyńskiego. Wojna w zatoce przerwała działalność archeologów w Iraku.

## Większe miasta

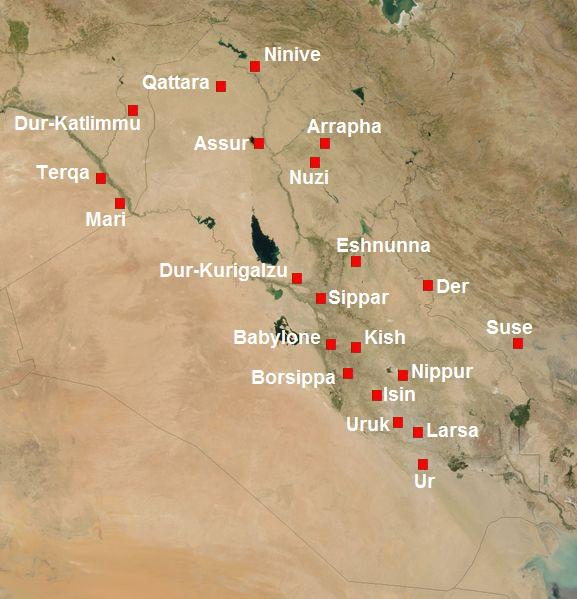
Mapa południowej Mezopotamii z zaznaczonymi miastami

- Akad
- Aszur
- Babilon
- Dur-Szarrukin
- Harran
- Isin
- Kisz
- Lagasz
- Larsa
- Mari
- Niniwa
- Nippur
- Sippar
- Umma
- Ur
- Uruk

## Ważniejsze ludy kształtujące historię Mezopotamii
- Akadyjczycy
- Amoryci
- Aramejczycy
- Asyryjczycy
- Babilończycy
- Chaldejczycy
- Gutejowie
- Kasyci
- Sumerowie